# 1998 EQ10
1998 EQ10 är en asteroid i huvudbältet som upptäcktes den 1 mars 1998 av den belgiske astronomen Eric W. Elst vid La Silla-observatoriet.